# Коньково (Новгородская область)
Конько́во — деревня в Маловишерском муниципальном районе Новгородской области, относится к Бургинскому сельскому поселению.

## География
Деревня расположена в центральной части Новгородской области, на правом берегу Мсты, в 12 км к югу от центра сельского поселения — деревни Бурга. С деревней граничит — деревня Медведь. Близ деревни, выше по течению Мсты, в 2,5 км восточнее — деревня Малое Пехово.

## Население
| 2010 | 2011 |
| ---- | ---- |
| 3    | ↗6   |